# Rondonanthus capillaceus
Rondonanthus capillaceus är en gräsväxtart som först beskrevs av Johann Friedrich Klotzsch och Friedrich August Körnicke, och fick sitt nu gällande namn av Nancy Hensold och Ana Maria Giulietti. Rondonanthus capillaceus ingår i släktet Rondonanthus och familjen Eriocaulaceae. Inga underarter finns listade i Catalogue of Life.